# 会いたいよ/メグル/REFLECTION
「会いたいよ／メグル／REFLECTION」は、yozuca*、CooRie、森園立夏（新田恵海）のシングル。2013年2月13日にLantisから発売された。トリプルA面のスプリット・シングルで、yozuca*としては通算20作目、CooRieとしては通算19枚目のシングルである。規格品番はLACM-14062。

## 概要
表題曲は全曲、テレビアニメ『D.C.III 〜ダ・カーポIII〜』のエンディングテーマに起用された。ディスクジャケットには起用されたテレビアニメ『D.C.III 〜ダ・カーポIII〜』に登場するキャラクターである森園立夏、さくらが描かれている。イラストはアニメーション製作を手掛けた風見学園公式動画部による描き下ろし。
ジャケットイラストや収録曲の概要については、シングル発売4日前の2月9日に公開。発売直前まで詳細を公表しなかったのは、テレビアニメ第6話にて収録曲「REFLECTION」が使用されるため、タイミングを見計らった『D.C.III 〜ダ・カーポIII〜』の監督、石倉賢一と発売元のLantisが意図的に放映終了直後を選んだためである。

## 批評
『CDジャーナル』は、「極上の楽曲クオリティで、作品への本気度が伝わってくる作品。」と評した。

## 収録曲
1. 会いたいよ [4:01]
歌：yozuca*
作詞・作曲：yozuca*、編曲：lotta
テレビアニメ『D.C.III 〜ダ・カーポIII〜』エンディングテーマ
打ち合わせ時に、『D.C.III 〜ダ・カーポIII〜』のプロデューサーから「バラード曲」、「一度聴いただけで人の心に残る曲」という発注を受けた[8]。また、yozuca*自身が『D.C. 〜ダ・カーポ〜シリーズ』のテレビアニメの主題歌の作詞、作曲を手掛けるのは初である[9]。
2. メグル [4:52]
歌：CooRie
作詞・作曲：rino、編曲：長田直之
テレビアニメ『D.C.III 〜ダ・カーポIII〜』エンディングテーマ
編曲をCooRieの元メンバーである長田が手掛けている[10]。長田がCooRieのシングル収録楽曲の編曲を手掛けるのはyozuca*とCooRieのスプリット・シングルである「サクラサクミライコイユメ」に収録された「未来へのMelody」以来約9年7ヶ月ぶり。その為、rinoは懐かしさと新風を感じたという[11]。
3. REFLECTION [4:07]
歌：森園立夏（新田恵海）
作詞・作曲：rino、編曲：戸田章世
テレビアニメ『D.C.III 〜ダ・カーポIII〜』エンディングテーマ
立夏の想いが溢れた切ない曲であり、レコーディング時は今まで立夏を演じてきた全てを詰め込んだという[11][12]。
公の場での初歌唱披露は、2013年2月9日に幕張メッセ 国際展示場で開催された『ワンダーフェスティバル2013[冬]』である[12]。
4. 会いたいよ（Off Vocal）
5. メグル（Off Vocal）
6. REFLECTION（Off Vocal）